# Зе Рафаел
Жозе Рафаел Вівіан (порт. José Rafael Vivian), більш відомий як Зе Рафаел (порт. Zé Rafael, нар. 16 червня 1993, Понта-Гроса, штат Парана) — бразильський футболіст, півзахисник клубу «Палмейрас».

## Біографія
Вихованець клубу «Корітіба». В основному складі рідного клубу дебютував 29 квітня 2012 року в матчі чемпіонату штату Парана проти «Роми» з міста Апукарана. Його команда на виїзді здобула перемогу з рахунком 3:1, а сам Зе Рафаел з'явився на полі на початку другого тайму. Завдяки цій єдиній грі Зе Рафаел став чемпіоном штату. У 2013 році він повторив це досягнення, але в першості штату на цей раз вже зіграв сім матчів. На початку 2014 року гравець був відданий в оренду в «Нову-Амбургу», за яку у чемпіонаті штату забив 3 голи у 6 іграх, після чого у 2015—2016 роках на правах оренди виступав за «Лондрину», де яскраво себе проявив у другому сезоні.
У січні 2017 року підписав контракт з клубом «Баїя». У 2017 році виграв з «триколірними» Кубок Нордесте, а в наступному році став чемпіоном штату.
З початку 2019 року став виступати за «Палмейрас». У 2020 році Зе Рафаел допоміг клубу стати чемпіоном штату Сан-Паулу. Також «Палмейрас» виграв Кубок Лібертадорес 2020. Зе Рафаел зіграв за «зелених» в цьому турнірі 12 матчів і забив два голи.

## Титули та досягнення
- Чемпіон штату Сан-Паулу (2): 2020, 2022
- Чемпіон штату Парана (2): 2012, 2013
- Чемпіон штату Баїя (1): 2018
- Переможець Кубка Нордесте (1): 2017
- Володар Кубка Лібертадорес (2): 2020, 2021
- Володар Кубка Бразилії (1): 2020
- Володар Рекопи Південної Америки (1): 2022
- Володар Суперкубка Бразилії (1): 2023